# Albert Duchemin
Auguste Paul Albert Duchemin, né à Pithiviers (Loiret) le 13 juillet 1837 et mort à Paris (16e arrondissement) le 4 février 1907, est un général français.

## Biographie
Fils d'un avoué, Albert Duchemin entre à l’École spéciale militaire de Saint-Cyr en 1855 (promotion « de Sébastopol », 1855-1856). Il intègre à sa sortie en 1856 les troupes de marine avec le grade de sous-lieutenant. Envoyé à la Guadeloupe pour commander au sein de la 2e compagnie disciplinaire des colonies, il y est nommé lieutenant en 1862.
Une fois promu capitaine, à la fin de 1865, il revint en France servir au 4e régiment d'infanterie de Marine à Toulon, d'abord comme commandant de compagnie, puis à partir de 1867 comme capitaine de tir. C'est en cette dernière qualité qu'en 1869 Duchemin est envoyé au Sénégal où, en 1871, il est attaché à l'état-major du gouverneur jusqu'à sa nomination au grade de chef de bataillon en 1874.
Il revient alors commander en France un bataillon du 1er régiment d'infanterie de marine à Cherbourg, mais est bientôt envoyé à La Réunion, où il commande successivement un bataillon du 3e puis du 4e régiment d'infanterie de Marine, pour revenir finalement au 1er à Cherbourg, où il est nommé lieutenant-colonel en 1881.
Envoyé servir à ce grade au 2e régiment d'infanterie de Marine à la Guadeloupe, il revint commander au 1er à Cherbourg une fois promu colonel le 1er octobre 1884. Mais, dès 1885, il est mis hors cadres et envoyé au Sénégal avec le titre de commandant supérieur des troupes d'occupation.
Promu général de brigade à la fin de 1887, Duchemin sert en métropole à l'état-major, d'abord comme chargé du bureau des troupes de la marine, puis comme inspecteur général adjoint de ces troupes.
Mis hors cadres, il est envoyé en 1890 en Indochine, où il commande d'abord la 2e Brigade, puis exerce à partir de 1892 le commandement en chef des troupes de la colonie. En 1896, il revient à Toulon, prend le commandement de la 4e Brigade d'Infanterie de Marine, puis est promu au grade de général de division et devient, en cette qualité, inspecteur général adjoint des troupes de l'infanterie de marine, jusqu'à ce que se trouvant en 1900 le plus ancien divisionnaire, il reçoit le titre d'inspecteur général de l'infanterie de marine, devenue infanterie des troupes coloniales, en même temps qu'il était appelé à la présidence du comité technique des troupes coloniales.
Enfin, en 1901, et tout en conservant cette dernière fonction, il est appelé à commander à Paris le corps d'armée des troupes coloniales, jusqu'à son passage dans le cadre de réserve en 1902.
Il était alors grand-officier de la Légion d'honneur depuis 1901, ayant été fait chevalier en 1872, officier en 1886 et commandeur en 1890.

## Sources
- Dossier de Légion d'honneur du général Duchemin.
- Larousse mensuel illustré, mars 1907